# Testi prigionieri
Testi prigionieri è una raccolta di saggi scritta da Jorge Luis Borges e pubblicata nel 1986.

## Edizioni in italiano
- Jorge Luis Borges, Testi prigionieri, a cura di Tommaso Scarano, Adelphi, Milano 1998